# Mawangdui
Mawangdui (chinesisch 馬王堆 / 马王堆, Pinyin Mǎwángduī) ist eine 1972 in der damaligen Gemeinde Dongtundu (東屯渡鄉 / 东屯渡乡) der östlichen Außenbezirke Changshas entdeckte archäologische Stätte. Der Fundort gehört heute zum Straßenviertel Mawangdui (馬王堆街道 / 马王堆街道) des Stadtbezirks Furong (芙蓉區 / 芙蓉区) im Osten der bezirksfreien Stadt Changsha in der chinesischen Provinz Hunan.

## Han-Gräber
Bei den „Han-Gräbern von Mawangdui“ (馬王堆漢墓 / 马王堆汉墓,  Mǎwángduī Hànmù) handelt es sich um drei Gräber aus der Zeit der frühen Westlichen Han-Dynastie. Grab Nr. 1 (der Ehefrau des „Marquis von Dai“ Xin Zhui) wurde 1971 zufällig von Pionieren der Volksbefreiungsarmee der Volksrepublik China in der archäologischen Stätte Mawangdui nahe der Stadt Changsha entdeckt. Von 1972 bis 1974 wurden alle Gräber nacheinander vom Provinzmuseum Hunan gemeinsam mit dem Archäologischen Forschungsinstitut der Chinesischen Akademie der Wissenschaften in zwei Grabungen freigelegt. Die meisten Artefakte aus Mawangdui sind im Provinzmuseum Hunan ausgestellt.
Aus den aus Grab Nr. 2 ausgegrabenen Siegeln „Siegel des Marquis von Dai“ (軑侯之印,  Dài hóu zhī yìn), „Kanzler von Changsha“ (長沙丞相 / 长沙丞相,  Chángshā chéngxiàng) und „Li Cang“ (利蒼 / 利苍,  Lì Cāng), sowie aus sehr vielen in den Gräbern Nr. 1 und Nr. 3 mit der Aufschrift „Aufseher des Haushaltes des Marquis von Dai“ (軑侯家丞 / 轪侯家丞,  Dài hóu jiāchéng) mit Kitt versiegelten Grabbeigaben kann man ersehen, dass es sich um die Grabstätte des „Marquis von Dai“ (利蒼 / 利苍,  Lì Cāng) und seiner Familienangehörigen handelt.
Von den drei Gräbern ist das Grab Nr. 1 vom Umfang her am größten, die Grabkammer wurde mit dicken Holzbrettern aus ganzen Stücken konstruiert. In deren Mitte wurde der dekorierte prächtige vierschichtige Sarg gestellt, in der ihn umgebenden Seitenkammer befinden sich verschiedene Arten von Grabbeigaben. Der Raum außerhalb der Grabkammer wurde mit einer großen Menge von Holzkohle und weißem Ton vollkommen ausgefüllt. Die tiefe Lage der Grabkammer und der hermetische Verschluss hatten konstante Temperatur, konstante Feuchtigkeit, das Fehlen von Sauerstoff und aseptische Bedingungen zur Folge. Deswegen ist das Grab außerordentlich gut erhalten. Ein so guter Zustand der Aufbewahrung wie bei der ausgegrabenen weiblichen Leiche ist bei organischen Materialien selten (siehe auch Marquise von Dai und den bei der Obduktion gedrehten Kurzfilm.)
Die Strukturen von Grab Nr. 3 und Grab Nr. 1 sind einander ähnlich, aber ihr Umfang ist relativ klein, die Särge haben drei Schichten. Die Aufbewahrungssituation in Grab Nr. 3 ist schlecht, von der männlichen Leiche ist nur das Skelett übrig.
Aus Grab Nr. 3 wurden viele Seidenbücher ausgegraben, darunter das Buch der Wandlungen (Yìjīng), das Dàodéjīng, ein dem legendären Begründer des Daoismus Lǎozǐ zugeschriebenes Buch, sowie Bücher über Astronomie, die Wertschätzung von Pferden nach ihrem Aussehen (xiàngmǎ) und Medizin, über zwanzig Texte mit insgesamt mehr als 120.000 Schriftzeichen. Es befinden sich auch drei Landkarten darunter. Bei den aus den beiden Gräbern ausgegrabenen farbigen Seidenbildern, Seidenwaren, Musikinstrumenten, Lackwaren sowie dem auf Bambustäfelchen geschriebenen sogenannten „Inventarbuch“ (遣策,  qiǎncè), worin die Namen und die Menge der Grabbeigaben ausführlich aufgezeichnet sind, handelt es sich sämtlich um bedeutende archäologische Funde.
Beim kleinen Grab Nr. 2 war die Konservierung sehr schlecht. Weil die Abdichtung nicht gut war sowie aus anderen Gründen sind nicht viele Grabbeigaben erhalten.
Alle drei Gräber entstanden in der zweiten Hälfte des zweiten vorchristlichen Jahrhunderts. Der Besitzer des zweiten Grabes, Li Cang (利蒼 / 利苍), starb im Jahr −186, der des dritten Grabes wurde im Jahr −168 beigesetzt, das erste Grab ist zeitlich später als das dritte.
Die Ausgrabungen der Han-Gräber von Mawangdui liefern zahlreiche Realien für die Erforschung der Geschichte der Anfangsphase der westlichen Han-Dynastie und für die Untersuchung des Entwicklungsstandes der Handwerksproduktion, der Technik, der Kunst und Kultur jener Periode.

## Texte
- Changshaguo nanbu dixingtu 長沙國南部地形圖 / 长沙国南部地形图
- Cheng (Huangdi sijing)
- Chengyitu 城邑圖 / 城邑图
- Chunqiu shiyu 春秋事語 / 春秋事语
- Chuxingzhan 出行占
- Daoyintu 導引圖 / 导引图
- Daoyuan 道原 (Huangdi sijing)
- Desheng 德聖 / 德圣
- Dixingtu
- Ersan zi wen 二三子問 / 二三子问
- Fulu 符籙 / 符箓
- He yinyang
- Huangdi shu 黃帝書 / 黄帝书
- Huangdi sijing 黃帝四經 / 黄帝四经
- Jingfa 經法 / 经法
- Jiuzhu 九主
- Laozi (A) 老子
- Laozi (B) 老子
- Lishu yinyang wuxing 隸書陰陽五行 / 隶书阴阳五行
- Liushisi gua 六十四卦
- Maifa 脈法 / 脉法
- Miaohe
- Mingjun 明君
- Murenzhan 木人占
- Que gu shi qi 卻谷食氣 / 却谷食气
- Sangfutu 喪服圖 / 丧服图
- Shentu 神圖 / 神图
- Shiliujing (Huangdi sijing)
- Shidajing (Huangdi sijing)
- Shiwen
- Taichanshu 胎產圖 / 胎产图
- Tianwen qixiang zazhan 天文氣象雜占 / 天文气象杂占
- Tianxia zhidao tan 天下至道談 / 天下至道谈
- Wushi’er bingfang 五十二病方
- Wuxing 五行
- Wuxing zhan 五星占
- Xiang ma jing 相馬經 / 相马经
- Xici 系辞
- Xingde (A) 刑德
- Xingde (B) 刑德
- Xingde (C) 刑德
- Yangshengfang 養生方 / 养生方
- Yangshengtu 養生圖
- Yao 要
- Yijing xici 易经系辞
- Yinyang mai sihou 陰陽脈死候 / 阴阳脉死候
- Yinyang shiyi maijiu jing (A) 陰陽十一脈灸經 / 阴阳十一脉灸经
- Yinyang shiyi maijiu jing (B) 陰陽十一脈灸經 / 阴阳十一脉灸经
- Yi zhi yi
- Yuanqintu 園寢圖 / 园寝图
- Zajinfang
- Zaliaofang 雜療方 / 杂疗方
- Zhanguo zonghengjia shu 戰國縱橫家書 / 战国纵横家书
- Zhaoli
- Zhouyi 周易
- Zhouyi xici 周易系辞
- Zhuanshu yinyang wuxing 篆書陰陽五行 / 篆书阴阳五行
- Zhuchengtu 築城圖 / 筑城图
- Zhujuntu 駐軍圖 / 驻军图
- Zubi shiyi maijiu jing 足臂十一脈灸經 / 足臂十一脉灸经